# Łęki (powiat myślenicki)
Łęki – wieś w Polsce położona w województwie małopolskim, w powiecie myślenickim, w gminie Myślenice. Wieś jest siedzibą sołectwa Łęki.

## Integralne części wsi
| SIMC    | Nazwa    | Rodzaj     |
| ------- | -------- | ---------- |
| 0328048 | Bulina   | przysiółek |
| 0328019 | Działy   | część wsi  |
| 0328025 | Podlesie | część wsi  |
| 0328031 | Tulej    | część wsi  |

## Historia
Wieś wymieniona została w 1347 roku w Kodeksie dyplomatycznym Małopolski we fragmencie Lanka dictu Andree libertas przy akcie zakupu jej wraz z Branicami przez Klemensa z Branic wywodzącego się z Branickich herbu Gryf.
Miejscowość pod koniec XIX wieku dwa razy w dwóch wydaniach wymienia Słownik geograficzny Królestwa Polskiego. W 1881 roku wieś liczyła w sumie 380 mieszkańców wyznania rzymskokatolickiego. Miejscowa ludność trudniła się rolnictwem oraz wyrobem kamieni do żaren i młynów. Zajmowała wtedy obszar 323 mórg roli, 65 mórg łąk i ogrodów, 140 mórg pastwisk oraz 174 mórg lasu świerkowego.
W latach 1975–1998 miejscowość należała administracyjnie do województwa krakowskiego.

## Religia
Wierni kościoła rzymskokatolickiego należą do parafii pw. św. Klemensa w Trzemeśni.